# Hind Kabawat

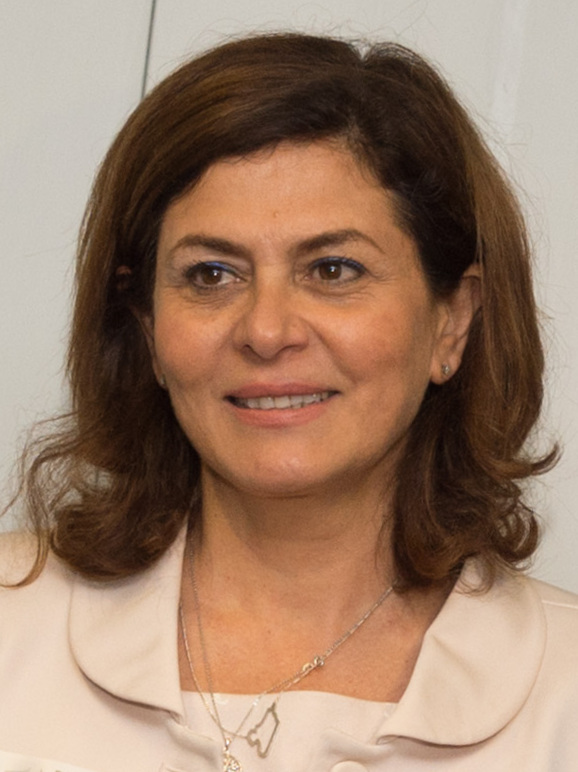
Hind Kabawat (2016)

Hind Aboud Kabawat (arabisch هند قبوات, DMG Hind Qubawāt; * 1974 in Indien) ist eine christliche syrisch-kanadische Politikerin, Akademikerin und Aktivistin. Sie ist seit 29. März 2025 als parteilose Ministerin für Soziales und Arbeit der zweiten syrischen Übergangsregierung tätig.
Zuvor war sie Direktorin für Interfaith Peacebuilding (interreligiöse Friedenskonsolidierung) am Center for World Religions, Diplomacy, and Conflict Resolution der George Mason University und stellvertretende Leiterin des Genfer Büros der Syrian Negotiation Commission (Syrische Verhandlungskommission). Nach dem Sturz des Assad-Regimes wurde sie im Februar 2025 vom syrischen Staatspräsidenten zum Mitglied des Vorbereitungsausschusses für die Syrian National Dialogue Conference (Nationale Dialogkonferenz Syriens) ernannt.

## Werdegang
Kabawat besitzt einen Bachelor-Abschluss in Wirtschaftswissenschaften der Universität Damaskus und einen Abschluss in Rechtswissenschaften der Arabischen Universität Beirut. Darüber hinaus erlangte sie einen Master-Abschluss in Internationalen Beziehungen von der Fletcher School of Law and Diplomacy der Tufts University sowie Zertifikate in Konfliktlösung und strategischer Führung der University of Toronto und der Harvard University.
Kabawat war stellvertretende Leiterin des Genfer Büros der Syrischen Verhandlungskommission, das von Botschafter Abdullatif Dabbagh, dem ehemaligen syrischen Botschafter in den Vereinigten Arabischen Emiraten, geleitet wird. Die Syrische Verhandlungskommission war früher als Hoher Verhandlungsausschuss (HNC) bekannt. In ihrer Position im damaligen HNC nahm sie an allen acht Runden der Genfer Friedensgespräche über Syrien 2017 teil. 
Kabawat war außerdem Direktorin für interreligiöse Friedenskonsolidierung am Zentrum für Weltreligionen, Diplomatie und Konfliktlösung (CRDC) der George Mason University. Dort leitete sie das Syrien-Programm, bei dem sie als Lehrbeauftragte für Konfliktlösung und Entwicklung der Zivilgesellschaft tätig war. Im Rahmen dieses Programms leitete sie auch Schulungen für die interreligiöse Zusammenarbeit für Syrer unterschiedlichen Alters und mit Vertriebenen- und Flüchtlingsstatus.
Kabawat ist Gründungsmitglied von Tastakel, einem Frauenzentrum, das sich für Gewaltlosigkeit und Dialog für die Bewältigung des anhaltenden Konflikts in Syrien einsetzt und Workshops für Syrerinnen im Land sowie in den Nachbarländern durchführt.
Von 1995 bis 2014 arbeitete Kabawat als internationale Anwältin in verschiedenen Anwaltskanzleien in Toronto. Bis 2015 war sie Senior Program Officer am United States Institute of Peace. Zuvor war sie als Beiratsmitglied und Beraterin für die Weltbank tätig. Außerdem schreibt sie regelmäßig für die Huffington Post.
Nach dem Sturz des Assad-Regimes wurde Kabawat im Februar 2025 vom syrischen Präsidenten zum Mitglied des Vorbereitungskomitees für die Konferenz über den nationalen Dialog in Syrien ernannt. Am 29. März 2025 erfolgte ihre Ernennung als Ministerin für Soziales und Arbeit der Übergangsregierung. Darin ist sie die einzige Frau und Angehörige einer der christlichen Bevölkerungsgruppen des Landes.

## Auszeichnungen
Im Jahr 2007 wurde Kabawat vom Tanenbaum Center for Interreligious Understanding zur „Peacemaker in Action“ ernannt. 2009 erhielt sie den Public Diplomacy Award des CRDC an der George Mason University.